# So Am I
"So Am I" é uma canção da cantora estadunidense Ava Max, gravada para seu álbum de estreia Heaven & Hell (2020). Foi lançada como segundo single do álbum em 7 de março de 2019 através da Atlantic Records. Foi composta pela cantora em conjunto com Gigi Grombacher, Roland Spreckley, Maria Smith, Victor Thell, Charlie Puth e Cirkut, sendo produzida pelo último.
"So Am I" foi lançada como segundo single de seu futuro álbum de estréia, após "Sweet but Psycho". A canção deriva do pop e electropop, onde a intérprete canta sobre aceitar suas diferenças, imperfeições e como isso faz do mundo diferente e único. Em 3 de julho de 2019, uma versão com a participação da boy band sul-coreana NCT 127 foi lançada.